# لوكا ماركجياني
لوكا ماركجياني (بالإيطالية: Luca Marchegiani)‏ حارس مرمى كرة قدم ايطالي سابق، لعب لمنتخب ايطالي خلال عقد التسعينات من القرن العشرين، وكان يخوض أغلب المباريات كاحتياطي للحارس جيانلوكا باليوكا، من ضمنها مباريات كأس العالم 1994  اما محلياً فلعب للعديد من الأندية الايطالية ابرزها تورينو وبريشيا وكييفو، وتألق مع لاتسيو 10 مواسم وفاز معه بالدوري الإيطالي موسم 2000 - 2001.